# 테니스공

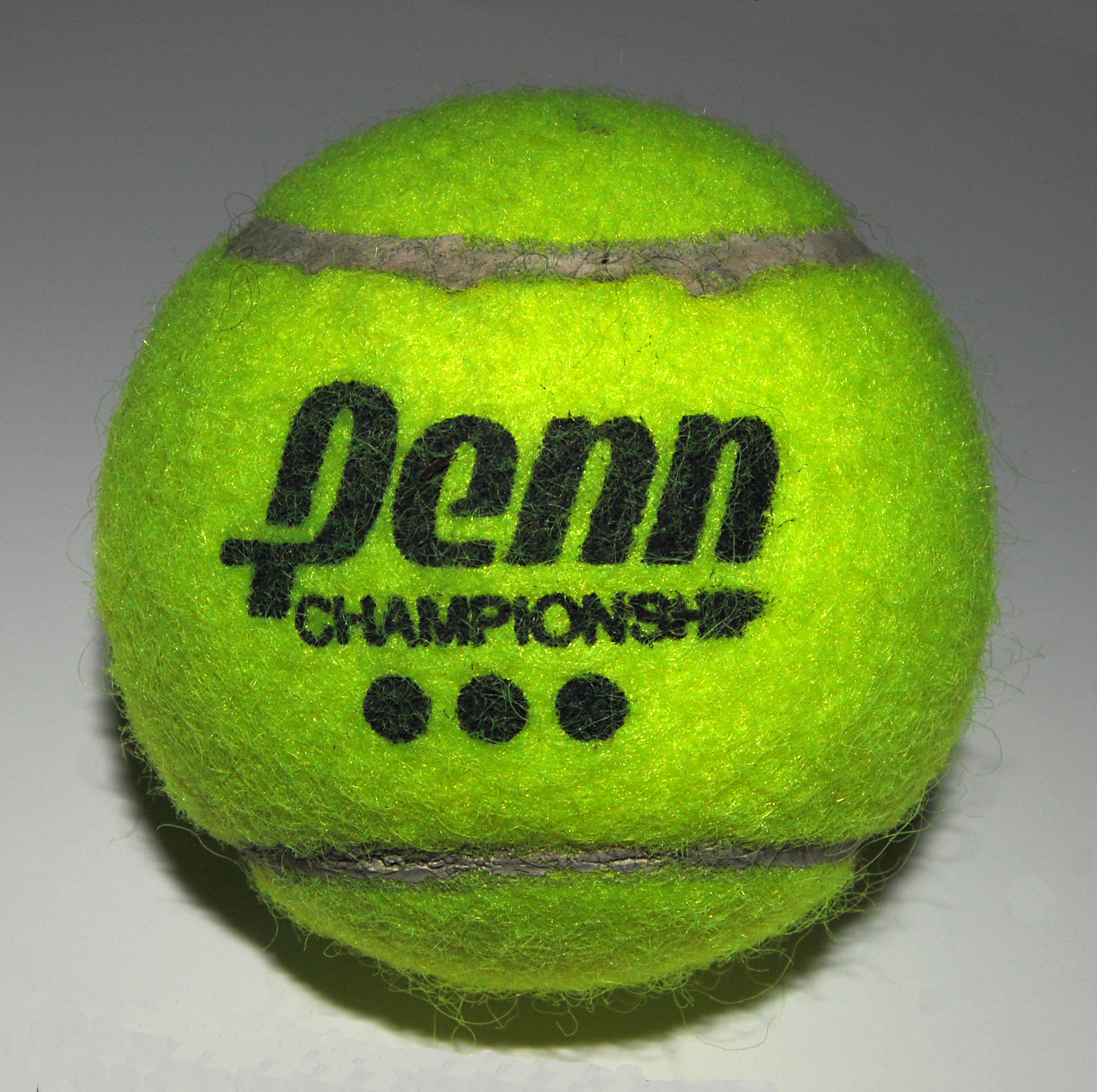
Penn 테니스공.

테니스공은 테니스 경기를 위해 제작된 직경 약 6.7cm의 고무 재질로 이루어진 공이다. 표면은 펠트로 덮여 있으며, 일반적으로 옅은 초록색 또는 노란색으로 만들어진다.

## 역사
초기의 테니스공은 머리털이나 양털 등으로 덮인 가죽 재질의 공이었다. 초기의 테니스공은 스코틀랜드의 장인들에 의해 만들어졌다. 이것은 끈으로 묶은 양이나 염소의 창자를 양털로 싼 것이었다. 최근 웨스트민스터 궁전 내 웨스트민스터 홀의 복구 작업 중 건물의 지붕에서 헨리 8세 시기의 테니스공이 발견되었는데, 이것은 접착제의 일종인 퍼티(putty)와 머리카락을 이용해 만들어진 것이었다. 16세기 스코틀랜드 성에서는 동물의 모피와 창자, 근육 및 소나무를 이용하여 만든 테니스공이 발견되기도 하였다. 18세기경의 테니스공은 3/4인치 폭의 양털을 단단히 뭉쳐 중앙부를 만들고 그것을 끈으로 사방에서 묶은 뒤 겉부분을 흰색 천으로 박음질하여 만들어졌다. 이러한 구조의 공은 오늘날 리얼 테니스에서 거의 똑같이 쓰이고 있는데, 다만 오늘날의 리얼 테니스에서 사용하는 공은 중앙부가 고무 재질로 되어 있다는 점이 다르다. 1980년대에 들어서면서 경화 고무로 만들어진 테니스공이 처음으로 쓰이게 되었다.